# Invisible Message
「Invisible Message」（インヴィジブル・メッセージ）は、ELISAの8枚目のシングル。2011年8月31日にジェネオンエンタテインメントから発売された。

## 概要
ELISA単独シングルとしては前作「Special "ONE"」以来約8ヶ月ぶりとなる。表題曲「Invisible Message」は、大きな愛に包まれた壮大な楽曲で、『劇場版 ハヤテのごとく! HEAVEN IS A PLACE ON EARTH』の挿入歌となっている。『ハヤテのごとく!』のタイアップは、アニメ版を含め「Wonder Wind」以来2度目となる。
初回限定盤（GNCA-0189）と通常盤（GNCA-0190）の2形態での発売。初回限定盤には、PVとメイキング映像が収録されたDVDが付属されている。前者のジャケットには上記の登場キャラクターである綾崎ハヤテと三千院ナギがプリントされている。

## 収録曲
1. Invisible Message [5:22]
作詞：岩里祐穂、作曲：森谷敏紀、編曲：大久保薫
2. 忘れない記憶は、キミの物語 [4:06]
作詞：ELISA、作曲・編曲：菊田大介（Elements Garden）
3. Invisible Message （Instrumental） [5:22]
4. 忘れない記憶は、キミの物語 （Instrumental） [4:06]

DVD（初回限定盤のみ）
1. Invisible Message （Music Clip）
2. Invisible Message （メイキング）